# Pisara owgarra
Pisara owgarra är en fjärilsart som beskrevs av George Thomas Bethune-Baker 1908. Pisara owgarra ingår i släktet Pisara och familjen trågspinnare. Inga underarter finns listade i Catalogue of Life.